# Yūta Higuchi
Yūta Higuchi (樋口 雄太?, Higuchi Yūta; Kamimine, 30 ottobre 1996) è un calciatore giapponese, centrocampista dei Kashima Antlers.

## Statistiche

### Presenze e reti nei club
Statistiche aggiornate al 7 agosto 2024.
| Stagione               | Club                   | Campionato             | Campionato | Campionato | Coppe nazionali | Coppe nazionali | Coppe nazionali | Coppe continentali | Coppe continentali | Coppe continentali | Supercoppe | Supercoppe | Supercoppe | Totale | Totale |
| Stagione               | Club                   | Comp                   | Pres       | Reti       | Comp            | Pres            | Reti            | Comp               | Pres               | Reti               | Comp       | Pres       | Reti       | Pres   | Reti   |
| ---------------------- | ---------------------- | ---------------------- | ---------- | ---------- | --------------- | --------------- | --------------- | ------------------ | ------------------ | ------------------ | ---------- | ---------- | ---------- | ------ | ------ |
| 2019                   | Sagan Tosu             | J1                     | 1          | 0          | CG+CdL          | 2+5             | 0               | -                  | -                  | -                  | -          | -          | -          | 8      | 0      |
| 2020                   | Sagan Tosu             | J1                     | 28         | 1          | CdL             | 0               | 0               | -                  | -                  | -                  | -          | -          | -          | 28     | 1      |
| 2021                   | Sagan Tosu             | J1                     | 37         | 6          | CG+CdL          | 3+2             | 1+0             | -                  | -                  | -                  | -          | -          | -          | 42     | 7      |
| Totale Sagan Tosu      | Totale Sagan Tosu      | Totale Sagan Tosu      | 66         | 7          |                 | 12              | 1               |                    | -                  | -                  |            | -          | -          | 78     | 8      |
| 2022                   | Kashima Antlers        | J1                     | 32         | 2          | CG+CdL          | 3+7             | 0+1             | -                  | -                  | -                  | -          | -          | -          | 42     | 3      |
| 2023                   | Kashima Antlers        | J1                     | 33         | 3          | CG+CdL          | 1+3             | 0               | -                  | -                  | -                  | -          | -          | -          | 37     | 3      |
| 2024                   | Kashima Antlers        | J1                     | 23         | 0          | CG+CdL          | 2+2             | 0               | -                  | -                  | -                  | -          | -          | -          | 27     | 0      |
| Totale Kashima Antlers | Totale Kashima Antlers | Totale Kashima Antlers | 88         | 5          |                 | 18              | 1               |                    | -                  | -                  |            | -          | -          | 106    | 6      |
| Totale carriera        | Totale carriera        | Totale carriera        | 154        | 12         |                 | 30              | 2               |                    | -                  | -                  |            | -          | -          | 184    | 14     |